# Giuseppe Marciante

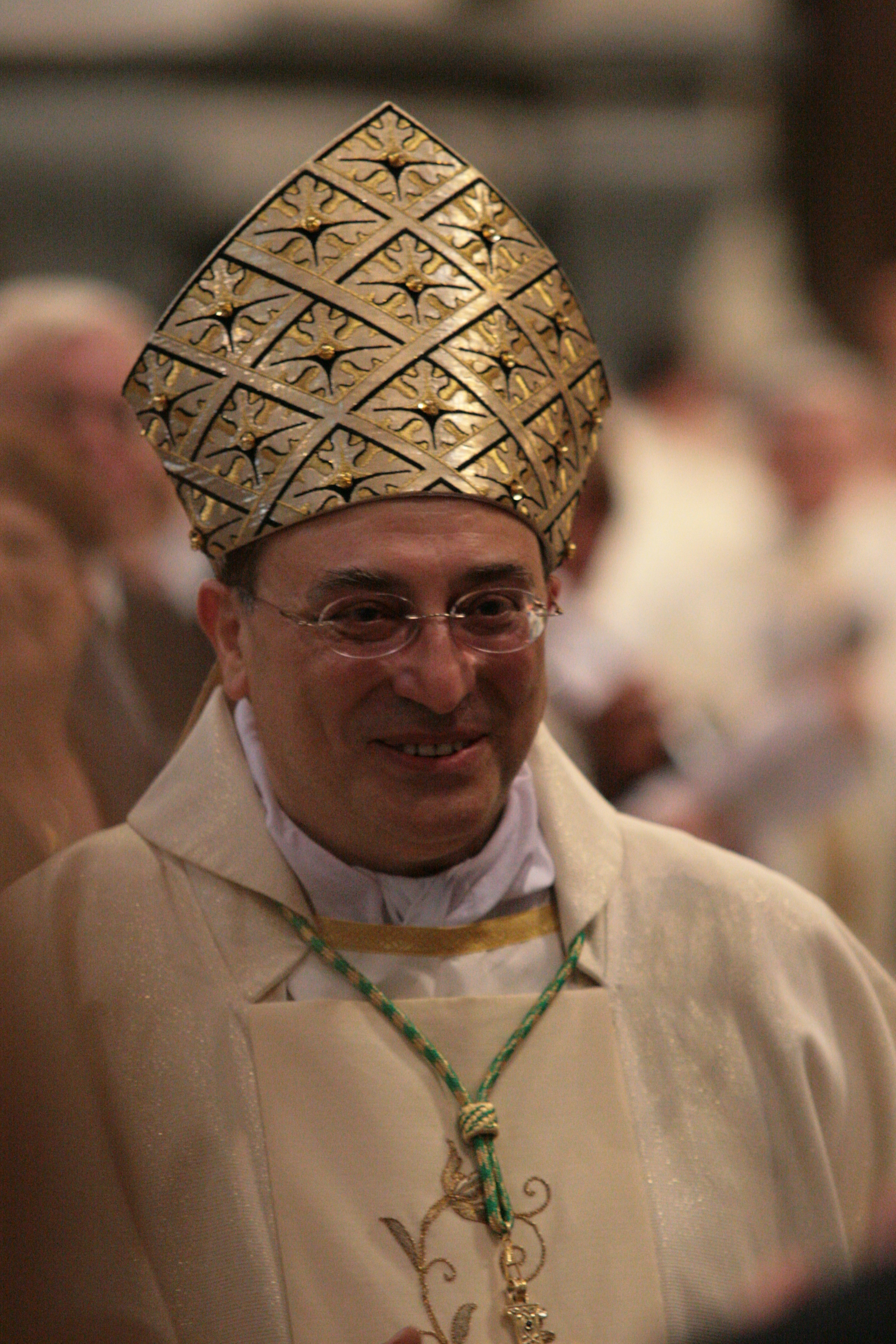
Giuseppe Marciante am Tag seiner Bischofsweihe

Wappen von Giuseppe Marciante (Cefalù)

Wappen von Giuseppe Marciante als Weihbischof

Giuseppe Marciante (* 16. Juli 1951 in Catania, Italien) ist ein italienischer Geistlicher und römisch-katholischer  Bischof von Cefalù.

## Leben
Giuseppe Marciante empfing am 5. Oktober 1980 das Sakrament der Priesterweihe. Er war zunächst bis 1987 als Gemeindepfarrer im Erzbistum Catania tätig, ehe er nach einer kurzen Tätigkeit im Bistum Albano 1989 nach Rom ging. Papst Johannes Paul II. verlieh ihm 2001 den Titel Ehrenkaplan Seiner Heiligkeit. 2008 wurde Marciante in den Pastoralrat der Diözese Rom berufen.
Am 1. Juni 2009 ernannte ihn Papst Benedikt XVI. zum Titularbischof von Thagora und bestellte ihn zum Weihbischof in Rom. Der Kardinalvikar des Bistums Rom, Agostino Kardinal Vallini, spendete ihm und Guerino Di Tora am 11. Juli desselben Jahres die Bischofsweihe; Mitkonsekratoren waren die Weihbischöfe in Rom, Luigi Moretti und Enzo Dieci.
Papst Franziskus ernannte ihn am 16. Februar 2018 zum Bischof von Cefalù. Die Amtseinführung fand am 14. April desselben Jahres statt.